# UR-425 Condor
UR-425 Condor — німецький колісний плавучий бронетранспортер, що призначається для використання у військах і поліції як машина спеціальних підрозділів. Може транспортуватись літаками C-130 Hercules і C-160.

## Історія

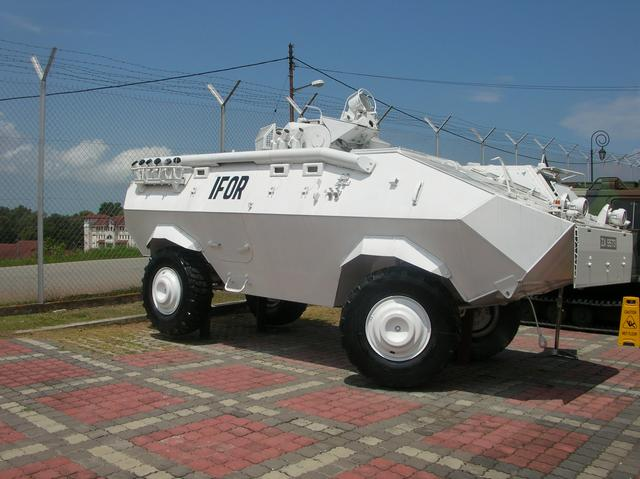
UR-425 Condor сил IFOR

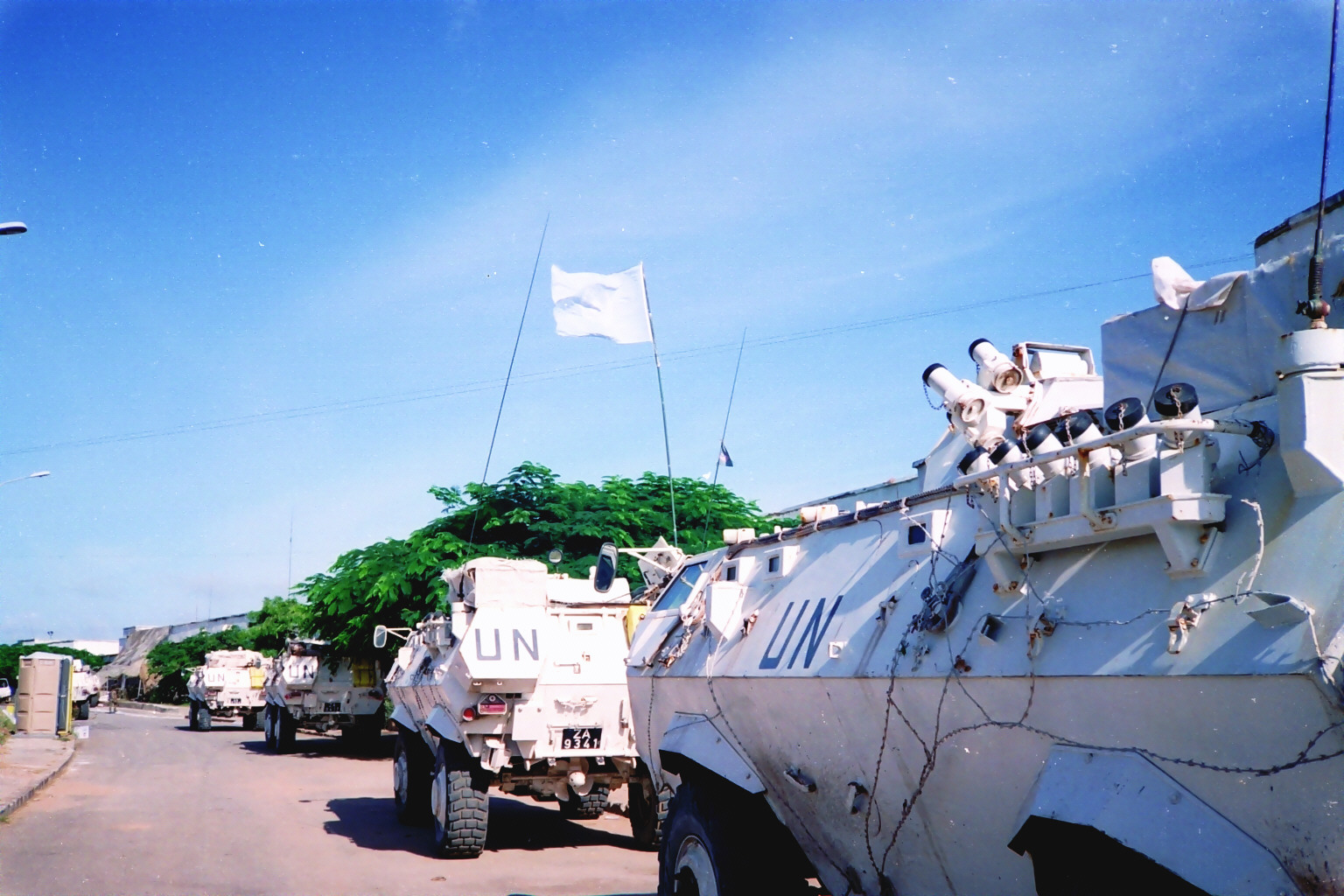
UR-425 Condor в Сомалі

Згідно з новими стандартами НАТО Міністерство оборони ФРН оголосило конкурс 1964 на створення колісних БТР: транспортера з колісною формулою 6×6, розвідувальної машини 8×8 і патрульної 4×4. У конкурсі взяли участь консорціум компаній Büssing, Henschel, Deutz AG, Krupp i Maschinenfabrik Augsburg-Nürnberg та 1966 Daimler-Benz. Прототипи презентували 1968 і Daimler-Benz отримав замовлення на дальший розвиток БТР 4×4 на шасі Unimog - пізнішої UR-425 Condor. Згодом виробництво було передано до Henschel-Werke (згодом Rheinmetall Landsysteme). Прототип збудували 1978, а 1981 серійне виробництво. На той час він не викливав зацікавленності у Бундесвері і виготовлявся на експорт для армій інших країн. Захист UR-425 Condor розрахований на протидію стрілецькій зброї, осколкам гранат, набоїв. Бронеавтомобіль UR-425 з товстими панцирними плитами є доволі важким для своїх розмірів, але у жовтневій 1993 битві в Могадишо проявилась слабкість захисту проти РПГ-7. Кабіна водіїв має добрий огляд завдяки великим вікнам, які можна прикрити панцирними пластинами, що підносяться. За водієм сидить командир, поруч праворуч моторний відсік. У задній частині корпусу може розміститись 12 осіб з озброєнням. 
виготовляли у модифікаціях для підрозділів:
- перевезення вантажів, персоналу;
- перевезення зброї;
- управління;
- логістики;
- розвідки, 
рекогностування місцевості,
прихованого спостереження ;
- зв'язку;
- швидкої допомоги;
- прикордонного контролю;
- протиповітряна оборони
- спецмашини поліції

UR-425 Condor випускали у версіях:
- транспортера піхоти з 20-мм автоматичною малокаліберною гарматою і спареним з нею 7,62-мм кулеметом
- протитанковий транспортер з комплексом ПТКР MILAN, BGM-71 TOW чи HOT (4 ракети).

### Застосування уЗС
- Кувейт -  8 Condor 2
- Португалія - 12 Condor 1 (поліція ВПС Португалії)
- Малайзія - 459 Condor 1
- Таїланд - 19 Condor 1
- Туреччина - 25 Condor 1
- Уругвай -  64 Condor 1
- Південна Корея - невідомо

### Застосування у поліції

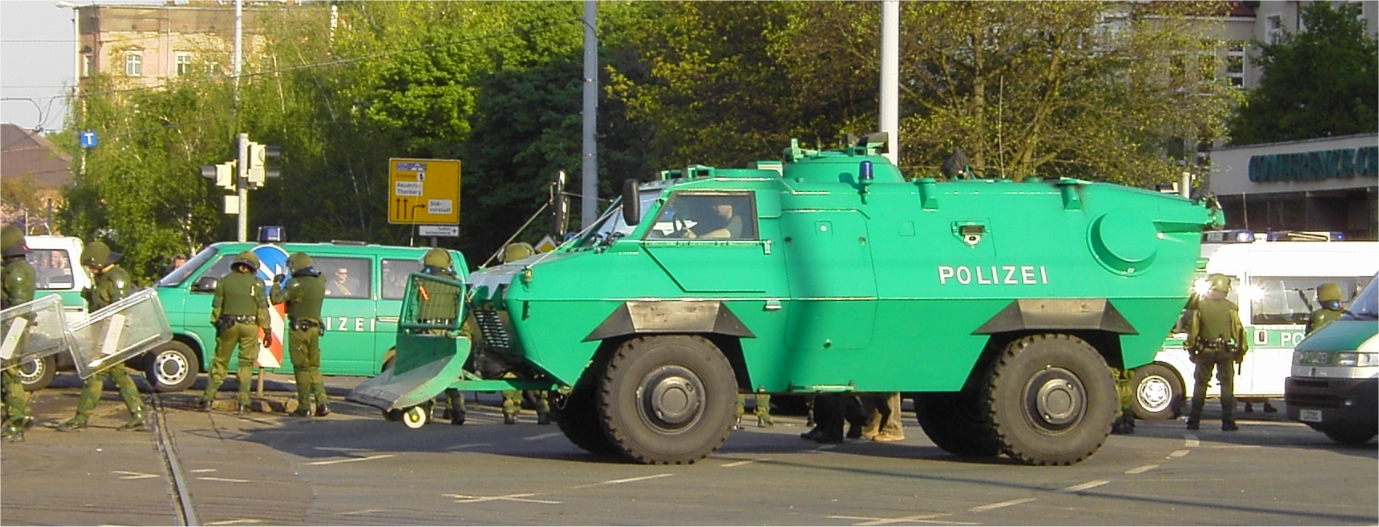
TM-170 Sonderwagen 4 поліції Німеччини

У Німеччині UR-425 Condor знайшов застосування у спеціальних підрозділах поліції. Старі машини UR-425 Condor почали перероблювати з 1984 на машини спеціального призначення поліції Sonderwagen 4 (TM-170). У кабіні з надлишковим тиском розміщається 9 осіб. Заднє відділення має 2 бічних дверей, 1 задні. Зовні встановлено гарматки для димових гранат і гранат з сльозогінним газом. Впродовж 1995/96 поліції передали 121 Sonderwagen 4 з Федеральної прикордонної служби Німеччини, які планували використовувати під назвою Hermelin і зрештою продали Збройним силам Північної Македонії. У Німеччині TM-170 ще використовують у аеропортах Франкфурту на Майні, Кельну, Дюссельдорфу, Мюнхену, Штуттгарту і деяких спецпідрозділах. Їх використовує поліція країн:
- Німеччина
- Люксембург
- Іспанія
- Ісландія
- Австрія
- Кувейт
- Індонезія
- Південна Корея
- Ірак